# Гавёр, Рышард
Ры́шард Мечи́слав Гавёр (пол. Ryszard Mieczysław Gawior; 18 сентября 1943, Кельце) — польский саночник, выступал за сборную Польши в конце 1960-х — начале 1970-х годов. Участник двух зимних Олимпийских игр, бронзовый призёр чемпионата Европы в зачёте двухместных саней, призёр многих международных турниров и национальных первенств.

## Биография
Рышард Гавёр родился 18 сентября 1943 года в городе Кельце. Активно заниматься санным спортом начал с юных лет, проходил подготовку в краковском клубе «Ольша», затем переехал в Закопане и представлял местную одноимённую команду. Первого серьёзного успеха добился в 1967 году, когда вместе с младшим братом Збигневом завоевал бронзовую медаль на чемпионате Европы в немецком Кёнигсзе. Также в этом сезоне они побывали на чемпионате мира в шведском Хаммарстранде и в двойках тоже были близки к подиуму, заняв четвёртое место. Благодаря череде удачных выступлений братья удостоились права защищать честь страны на зимних Олимпийских играх 1968 года в Гренобле — выступили довольно неплохо, в зачёте двухместных саней расположились на шестой позиции.
В 1970 году Гавёр вновь представлял Польшу на чемпионате мира, занял восемнадцатое место в одиночках и шестнадцатое в двойках. Год спустя соревновался на европейском первенстве в австрийском Имсте, участвовал в обеих мужских саночных дисциплинах, но ни в одной не смог попасть даже в десятку сильнейших. Помимо этого, в двойках боролся за медали на чемпионате мира в итальянской Вальдаоре, тем не менее, остановился в шаге от бронзы, став пятым. После безрезультатного участия в чемпионате Европы 1972 года прошёл квалификацию на Олимпийские игры в Саппоро — в одиночном разряде финишировал лишь девятнадцатым, тогда как в парном вместе со своим партнёром по команде Люцьяном Кудзей разделил девятое место с саночниками из Австрии. Вскоре после этих соревнований Ришард Гавёр принял решение завершить карьеру спортсмена.
Его жена Барбара Пеха тоже была довольно известной саночницей, выигрывала медали на чемпионатах мира и Европы, представляла польскую национальную сборную на двух зимних Олимпиадах.